# 佟金
佟金（1955年—2023年2月1日），吉林工业大学农业机械化工程专业教授，研究领域为农业耕作部件、农业工程仿生理论与技术等。农工党吉林副主委，中华人民共和国教育部第三批“长江学者”特聘教授。

## 生平
1982.01和1987年6月先后获得吉林工业大学材料科学与工程系学士、硕士学位，1992年6月，获得同校农业机械工程学院博士学位.
1982年1月起，在吉林工业大学工作，1994年9月升任农业农业机械工程学院教授， 2000年担任农业机械工程研究院院长，后任地面机械仿生技术教育部重点实验室主任；
1995年至2005年，多次前往美国、日本等高校交流学习。